# Iglesia de San Juan de Horta
La iglesia de San Juan de Horta (en catalán: església de Sant Joan d'Horta) es un templo católico situado en la calle de Campoamor n.º 2, en el distrito de Horta-Guinardó de Barcelona. Pertenece al arciprestazgo de Horta.

## Historia y descripción

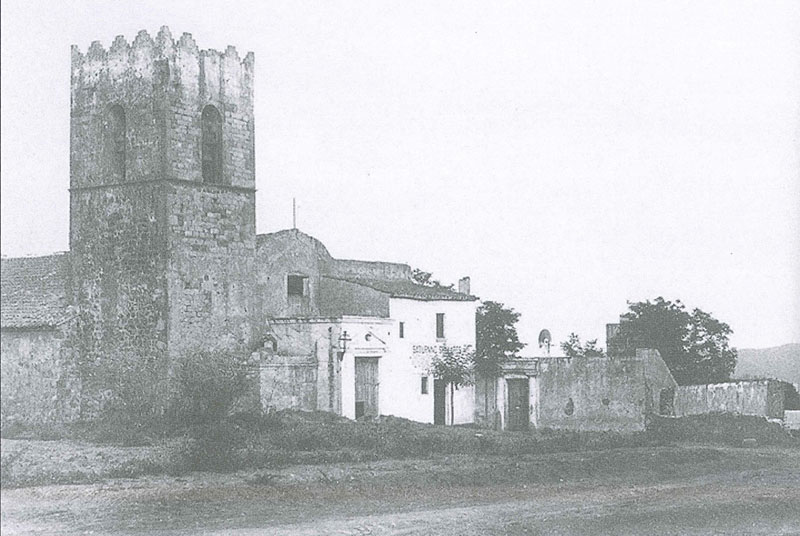
Antigua foto de la desaparecida iglesia de San Juan de Horta.

La antigua iglesia de San Juan de Horta fue construida en el siglo X, en estilo románico. Estaba cercana a las tierras de la familia Horta (u Orta), la principal familia de la villa, a la que dio nombre —Horta fue una villa independiente hasta que fue agregada a Barcelona en 1904—. Era sufragánea de la parroquia de San Ginés dels Agudells. Su ubicación era distinta a la de la iglesia actual, en el terreno del actual Club Tennis d'Horta, en el n.º 66 de la calle de Campoamor. Era una iglesia sencilla, de tres naves con bóveda de cañón y un campanario cuadrangular almenado, que semejaba una torre de defensa. En 1860 se convirtió en parroquia. Esta iglesia fue destruida en 1909, en el transcurso de la Semana Trágica. Solo quedó en pie el campanario, que fue derribado en 1929.

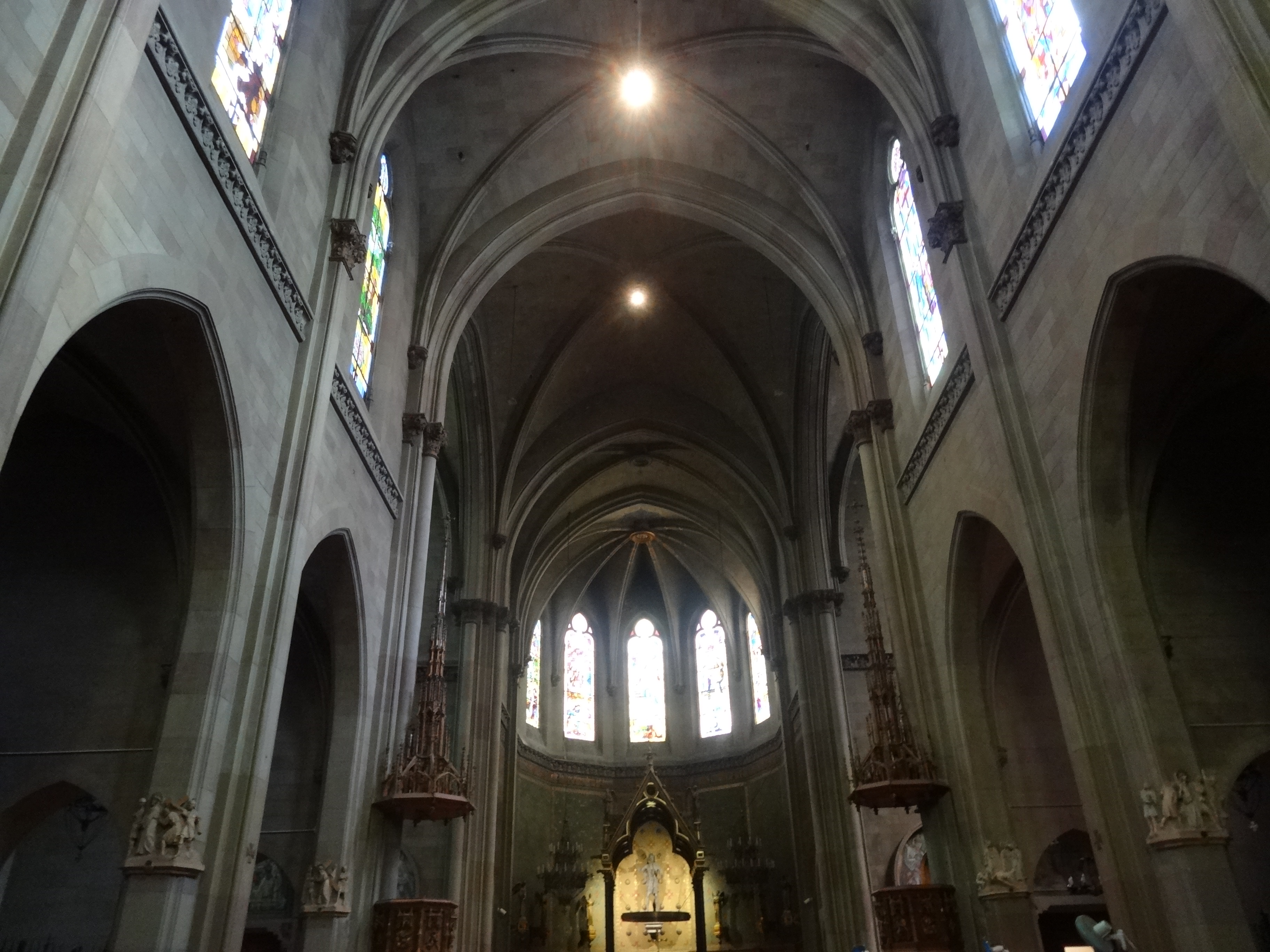
Interior de la iglesia.

Unos años antes de su destrucción, había ya un proyecto para construir una nueva iglesia, ya que la antigua había quedado pequeña para la creciente población de Horta. Se puso la primera piedra el 24 de junio de 1905, en un acto presidido por el cardenal Casañas. El autor del primer proyecto fue el arquitecto Ramon Riudor. Así, tras la destrucción del templo en 1909 se aceleraron los preparativos para la nueva iglesia, aunque finalmente no se inició la construcción hasta 1911, bajo la dirección del arquitecto Enric Sagnier. Las obras duraron seis años, y la iglesia fue inaugurada el 21 de octubre de 1917. La edificación se realizó en unos terrenos más cercanos al núcleo de la población. En 1936 fue incendiada en el transcurso de la Guerra Civil, y reconstruida en 1939, aunque las obras prosiguieron hasta 1980, ya que el 24 de junio de ese año se inauguraron el portal y el tímpano. En 1948 se instalaron las campanas, Miquela y Lluïsa.
La nueva iglesia es de estilo neogótico, con unas medidas de 20 m de ancho, 47 de largo y 20 de alto. Tiene un crucero con tres bóvedas, la central sobre cuatro arcos torales, y un ábside octogonal con nueve vidrieras con escenas de la vida de san Juan Bautista. La fachada presenta un portal con tres arcos apuntados superpuestos, con un tímpano con la imagen de san Juan Bautista y la inscripción el regne de Déu és a prop («el reino de Dios está cerca», Mateo 3, 2). Sobre el portal hay un gran ventanal ojival, y lo flanquean dos torres octogonales que recuerdan las de la iglesia de Santa María del Pino.
La iglesia de San Juan de Horta es cabeza del arciprestazgo de Horta, que incluye las iglesias de Nuestra Señora del Monte Carmelo, San Antonio de Padua, San Marcelo y Santa Teresa de Jesús.